# Chess24.com
chess24.com je internetski šahovski poslužitelj uspostavljen 2014. godine. Stranice su na engleskom, španjolskom i njemačkom.
Među suradnicima chess24 su svjetski prvaci, velemajstori, međunarodni majstori i majstorski kandidati Magnus Carlsen, Viswanathan Anand, Peter Svidler, Rustam Kasimdžanov, Artur Jusupov, Jan Gustafsson, Francisco Vallejo, David Martinez, Lucas Winterburg, David Anton Guijarro, Pepe Cuenca, Dorsa Derahšani, Sopiko Guramišvili,  Iván Salgado, Carlos Martinez, Robert Baskin, Jan-Christian Schröder, Roeland Pruijssers, Jesús de la Villa, Anna Rudolf, Niclas Huschenbeth, Christof Sielecki, Mark Dvorecki, Timur Garejev, Kingscrusher, Roven Vogel, Sabrina Vega, Robin van Kampen, Daniel Forcén, Ángel Arribas, Ernesto Fernández, José Miguel Fernández, Marcos Camacho, Lawrence Trent i Hou Yifan.

## Vanjske poveznice
- Službene stranice (eng.) (špa.) (nje.)